# Neil Macgregor
Robert Neil MacGregor (nascido em 16 de junho de 1946) é um historiador de arte britânico e ex-diretor de museu. Foi editor da revista Burlington Magazine de 1981 a 1987, depois Diretor da National Gallery, Londres, de 1987 a 2002, Diretor do Museu Britânico de 2003 a 2015, e diretor fundador do Humboldt Forum em Berlim até 2018.

## Biografia
Neil MacGregor nasceu em Glasgow de dois médicos, Alexander e Anna MacGregor. Foi educado na Glasgow Academy e depois estudou línguas modernas no New College, Oxford, onde agora é membro honorário.
O período que se seguiu foi dedicado ao estudo de filosofia na École Normale Supérieure em Paris (coincidindo com os eventos de Maio de 1968), e como estudante de direito na Universidade de Edimburgo, onde recebeu o Prêmio Green. Apesar de ter sido chamado para a advocacia em 1972, MacGregor decidiu em seguida fazer um curso de história da arte. No ano seguinte, em uma escola de verão do Instituto Courtauld (Universidade de Londres) na Baviera, o diretor do Courtauld, Anthony Blunt, notou MacGregor e o persuadiu a fazer um mestrado sob sua supervisão. Blunt mais tarde considerou MacGregor "o aluno mais brilhante que já ensinou".
De 1975 a 1981, MacGregor lecionou História da Arte e Arquitetura na Universidade de Reading. Saiu para assumir a editoria da The Burlington Magazine. Ele supervisionou a transferência da revista da Thomson Corporation para uma empresa independente sem fins lucrativos com status de caridade.

### Direção da National Gallery
Em 1987, MacGregor tornou-se diretor da National Gallery em Londres. Durante sua direção, MacGregor apresentou três séries de televisão da BBC sobre arte: Painting the World em 1995, Making Masterpieces, um tour nos bastidores da National Gallery, em 1997, e Seeing Salvation, sobre a representação de Jesus na arte ocidental, em 2000. Ele recusou a oferta de um título de cavaleiro em 1999, sendo o primeiro diretor da National Gallery a fazê-lo.

### Direção do Museu Britânico

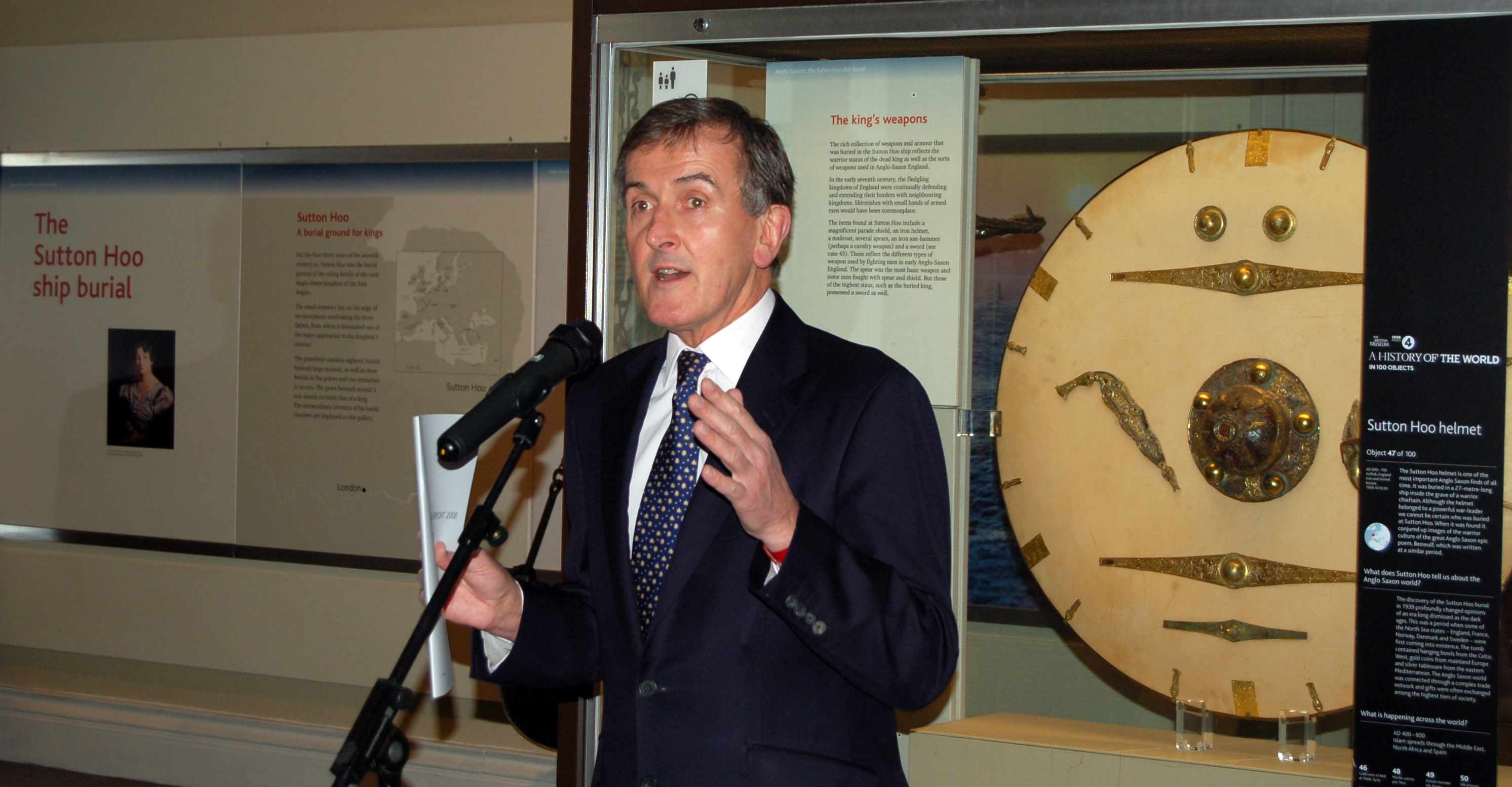
MacGregor em frente a uma exposição do Museu Britânico sobre Sutton Hoo em 2010

MacGregor foi nomeado diretor do Museu Britânico em agosto de 2002, numa época em que a instituição tinha um déficit de £5 milhões. Ele foi elogiado por sua abordagem "diplomática" para o cargo, embora MacGregor rejeite essa descrição, afirmando que "diplomata é convencionalmente entendido como a promoção dos interesses de um determinado estado e não é isso que estamos fazendo de forma alguma".
Seu mandato incluiu exposições que foram mais provocativas do que o museu havia mostrado anteriormente e algumas contaram histórias a partir de perspectivas menos eurocêntricas que anteriormente, incluindo um projeto sobre o Hajj muçulmano. Ele provocou debate com sua afirmação de que o antigo império persa era maior que a Grécia Antiga.
Em 2010, MacGregor apresentou uma série na BBC Radio 4 e no World Service intitulada A History of the World in 100 Objects, baseada em cem artefatos mantidos na coleção do Museu Britânico.
De setembro de 2010 a janeiro de 2011, o Museu Britânico emprestou o antigo Cilindro de Ciro persa para uma exposição em Teerã, Irã. Isso foi visto por pelo menos um milhão de visitantes segundo a estimativa do Museu, mais do que qualquer exposição emprestada ao Reino Unido havia atraído desde a exposição Tesouros de Tutancâmon em 1972.
Ocupando o cargo quando o Museu da Acrópole em Atenas foi concluído, MacGregor seguiu Diretores anteriores argumentando contra a devolução das esculturas do Partenon (os "Mármores de Elgin") à Grécia. Uma pesquisa em 2014 sugeriu que mais britânicos (37%) apoiavam a devolução dos mármores à Grécia do que se opunham a ela (23%).
MacGregor argumentou que é dever do Museu Britânico "preservar a universalidade dos mármores e protegê-los de serem apropriados como um símbolo político nacionalista", e que "não há sistema legal na Europa que desafiaria o título legal [do Museu Britânico]" sobre as obras. A base legal de vários documentos otomanos, agora perdidos, aos quais o Museu Britânico tradicionalmente apelou para reivindicar a propriedade das esculturas é contestada. Sob a direção de MacGregor, o Museu rejeitou a mediação da UNESCO.
Em janeiro de 2008, MacGregor foi nomeado presidente do programa World Collections, para treinamento de curadores internacionais em museus britânicos. A exposição O Primeiro Imperador, com foco em Qin Shi Huang e incluindo um pequeno número de seus Guerreiros de Terracota, foi montada em 2008 na Sala de Leitura do Museu Britânico. Naquele ano, MacGregor foi convidado para suceder Philippe de Montebello como Diretor do Metropolitan Museum of Art em Nova York. Ele recusou a oferta, pois o Metropolitan cobra entrada de seus visitantes e, portanto, "não é uma instituição pública".
Em 2015, MacGregor recebia um salário entre £ 190 000 e £194 999 do Museu Britânico, tornando-o uma das 328 pessoas mais bem pagas no setor público britânico naquela época. MacGregor aposentou-se do cargo em dezembro de 2015 e foi sucedido na primavera de 2016 por Hartwig Fischer, até então diretor das Staatliche Kunstsammlungen Dresden ("Coleções de Arte do Estado de Dresden").

### Direção do Humboldt Forum

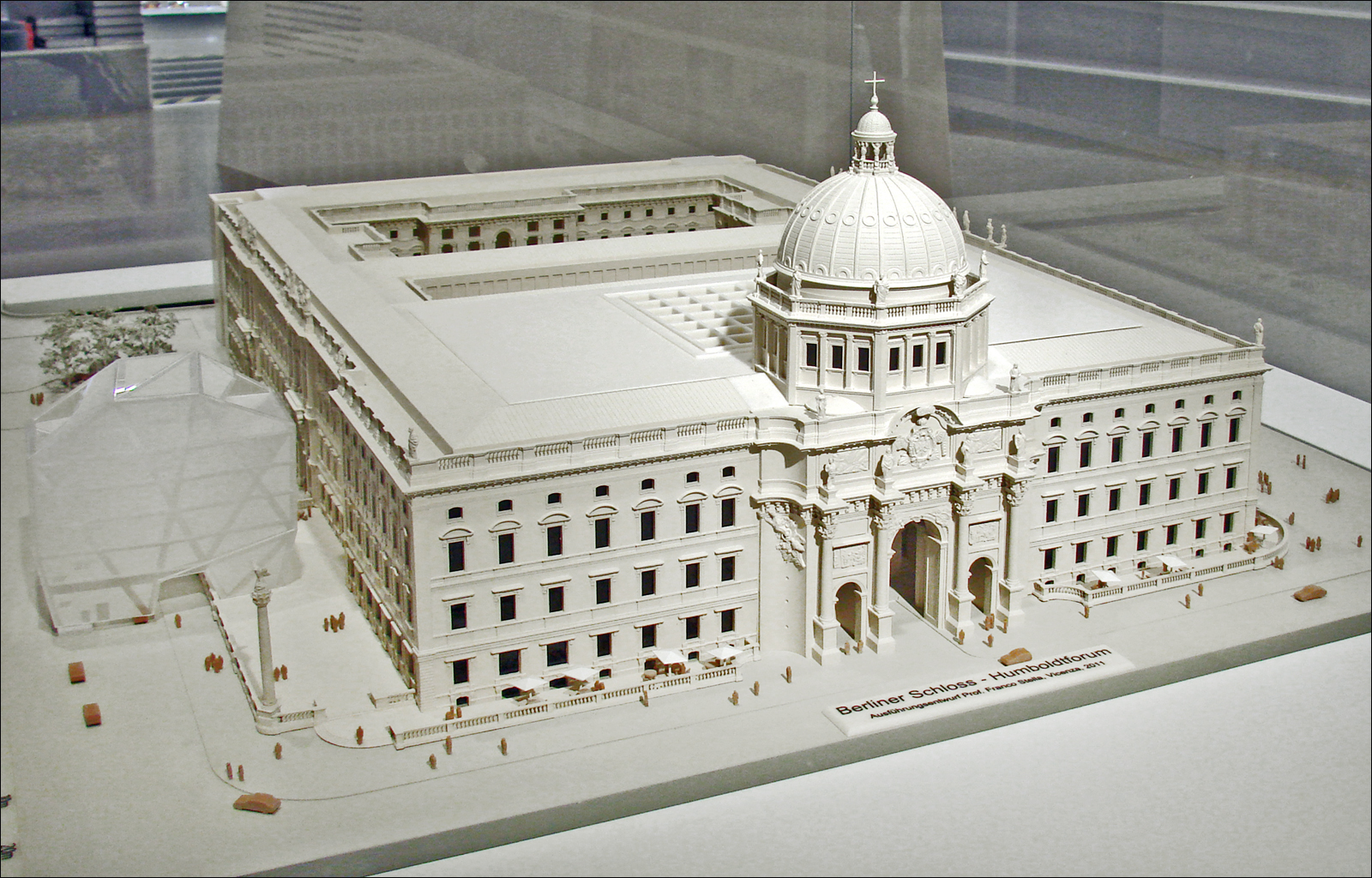
Modelo do reconstruído Palácio de Berlim, sede do Humboldt Forum

Em 8 de abril de 2015, MacGregor anunciou sua aposentadoria como Diretor do Museu Britânico. Foi anunciado que MacGregor se tornaria diretor fundador e chefe do comitê de gestão do Humboldt Forum em Berlim, e que ele faria recomendações ao governo alemão sobre como o futuro museu poderia aproveitar os recursos das coleções de Berlim para "se tornar um lugar onde diferentes narrativas de culturas mundiais possam ser exploradas e debatidas". O arqueólogo Hermann Parzinger e o historiador de arte Horst Bredekamp foram os co-diretores do comitê de gestão.
Uma das propostas de MacGregor foi tornar a entrada no museu gratuita, com base no modelo do Museu Britânico. Em 2018, MacGregor deixou o cargo.

## Projetos de mídia
MacGregor fez muitos programas para a televisão e rádio britânicos. No ano 2000, apresentou na televisão Seeing Salvation, sobre como Jesus havia sido retratado em pinturas famosas. Mais recentemente, fez importantes contribuições na BBC Radio 4, incluindo A History of the World in 100 Objects e, em 2012, uma série de programas de quinze minutos após The World at One chamada Shakespeare's Restless World, discutindo temas nas peças de William Shakespeare.
Em setembro de 2014, começou a transmissão doméstica no Reino Unido de sua série similarmente formatada Germany: Memories of a Nation na BBC Radio 4, com uma grande exposição de apoio no Museu Britânico. Esta série não se limitou a objetos físicos, mas a lugares de memória, incluindo, por exemplo, a floresta.
Em 2017, MacGregor apresentou a série da BBC Radio Four Living with the Gods, sobre expressões de fé religiosa, em colaboração com Sabyasachi Mukherjee, Diretor do Chhatrapati Shivaji Maharaj Vastu Sangrahalaya em Mumbai, sobre a apresentação de culturas mundiais.
No início de 2019, MacGregor apresentou um programa chamado "As Others See Us" na BBC Radio Four. Este programa analisou como seu próprio país (o Reino Unido) era visto por outros países ao redor do mundo.
Em 2021, ministrou uma série de palestras na "Chaire du Louvre" em Paris. No ano seguinte, MacGregor apresentou a série da BBC Radio 4 The Museums That Make Us, na qual visitou museus locais, regionais e municipais em todo o Reino Unido.

## Vida pessoal
MacGregor foi listado na lista de 2007 do The Independent das "pessoas gays mais influentes" e estava solteiro Desde janeiro de  2010.
Em 4 de novembro de 2010, MacGregor foi nomeado para a Ordem do Mérito pela Rainha Elizabeth II. Em 25 de março de 2013, MacGregor foi nomeado Oficial Honorário da Ordem da Austrália (AO) pelo Governador-Geral da Austrália Quentin Bryce, "por serviços na promoção da Austrália e da arte australiana no Reino Unido".
Em abril de 2023, MacGregor foi um dos 22 convidados pessoais na cerimônia em que a ex-Chanceler alemã Angela Merkel foi condecorada com a Grã-Cruz da Ordem do Mérito por realizações especiais pelo Presidente Frank-Walter Steinmeier no Schloss Bellevue em Berlim.

## Prêmios
- 2010 Prêmio Internacional Folkwang
- 2015 Friedrich-Gundolf-Preis da Deutsche Akademie für Sprache und Dichtung por A History of the World in 100 Objects e Germany: Memories of a Nation[35]
- 2015 Prêmio Nayef Al-Rodhan, da British Academy por A History of the World in 100 Objects e Germany: Memories of a Nation[36]

## Publicações (parcial)
- A Victim of Anonymity: The Master of the Saint Bartholomew Altarpiece. Col: Walter Neurath Memorial Lectures. [S.l.]: Thames & Hudson. 1994. ISBN 9780500550267
- Seeing Salvation: Images of Christ in Art. [S.l.]: Yale University Press. 2000. ISBN 9780300084788
- A History of the World in 100 Objects. [S.l.]: Allen Lane. 2011. ISBN 9781846144134
- Shakespeare's Restless World: An Unexpected History in Twenty Objects. [S.l.]: Penguin. 2014. ISBN 978-0718195700
- Germany: Memories of a Nation. [S.l.]: Allen Lane. 2014. ISBN 9780241008331
- Living with the Gods: On Beliefs and Peoples. [S.l.]: Alfred A. Knopf. 2018. ISBN 9780525521464

## Links externos
- Palestra "Identity Formation. The Role of Museums in the Creation and Inflection of National Narratives" na LMU München

- Notícias e comentários reunidos no The Guardian
- Notícias e comentários reunidos no The Independent
- A History of the World, BBC e O Museu Britânico